# Парламентские выборы в Индонезии (2014)
Парламентские выборы в Индонезии прошли 9 апреля 2014 года. На них были избраны депутатов Народного консультативного конгресса: 560 депутатов Совета народных представителей и 132 депутата Совета региональных представителей. Одновременно прошло голосование в провинциальные ассамблеи, в городские и районные законодательные собрания. На 20 тысяч мест претендовало 230 тысяч кандидатов.

## Голосование
Голосование на 546 тысячах избирательных участках открылось 9 апреля в 07:00 по индонезийскому времени (04:00 по московскому) и завершится в 13:00 (10:00). Выборы должны были быть признаны состоявшимися при любой явке. Как сообщил министр-координатор по вопросам политики, права и безопасности Индонезии Джоко Суянто, из-за угрозы терактов во время выборов были усилены меры безопасности: «Дополнительные армейские подразделения стянуты в провинции Ачех и Папуа, где сильны сепаратистские настроения. Мы не допустим, чтобы недовольные итогами голосования дестабилизировали обстановку на архипелаге. У нас уже есть опыт оперативного реагирования на насильственные действия». Всего, по его данным, за общественным порядком следили свыше 1,3 млн сотрудников правоохранительных органов и военнослужащих. На голосование было отведено шесть часов. В 35 районах провинции Папуа выборы пришлось отложить, так как из-за нелетной погоды туда пока не могут доставить избирательные бюллетени.
Партии или коалиции, набравшие 20 % мандатов или 25 % всех голосов, получат право на выдвижение своих кандидатов на президентских выборах в июле 2014 года. В списках для голосования 12 партий. Наибольшими шансами, по оценкам наблюдателей, обладала Демократическая партия борьбы Индонезии, во главе с губернатором Джакарты Джоко Видодо, в то время как популярность Демократической партии во главе с президентом Индонезии Сусило Бамбангом Юдойоно значительно упала из-за коррупционных скандалов.
По данным экзит-поллов, лидирует Демократическая партия борьбы Индонезии с 20 % от голосов избирателей, с 13 % партия Голкар, у Демократической партии — 8 %.
По данным подсчета 90 % голосов Демократическая партия борьбы Индонезии имеет19.8 %,партия Голкар имеет 14,6 %, Движение за великую Индонезию имеет 11,8 %, и Демократическая партия имеет 9,7 %.

## Результат
- Демократическая партия борьбы Индонезии — 109 мест
- Голкар — 91 место
- Движение за великую Индонезию — 73 места
- Демократическая партия — 61 место
- Партия национального мандата — 49 мест
- Партия национального пробуждения — 47 мест
- Партия справедливости и благоденствия — 40 мест
- Партия единства и развития — 39 мест
- Национально-демократическая партия — 35 мест
- Партия народной совести[англ.] — 16 мест